# Invidious Dominion
Invidious Dominion es un álbum de la banda de death metal Malevolent Creation. Fue publicado el 24 de agosto del año 2010 por las discográficas Nuclear Blast y Massacre Records. 

## Lista de canciones
| N.º | Título                                   | Duración |  |
| 1.  | «United Hate»                            | 03:31    |  |
| 2.  | «Conflict Finalized»                     | 03:31    |  |
| 3.  | «Slaughterhouse»                         | 04:11    |  |
| 4.  | «Compulsive Face Breaker»                | 03:18    |  |
| 5.  | «Lead Spitter»                           | 03:23    |  |
| 6.  | «Target Rich Envrionment»                | 03:39    |  |
| 7.  | «Antagonized»                            | 03:39    |  |
| 8.  | «Born Again Hard»                        | 03:16    |  |
| 9.  | «Corruptor»                              | 03:52    |  |
| 10. | «Invidious Dominion»                     | 03:01    |  |
| 11. | «Blood Brothers (en vivo) (bonus track)» | 03:59    |  |
| 12. | «Manic Demise (en vivo) (bonus track)»   | 03:12    |  |

## Créditos
- Brett Hoffmann - Vocales
- Phil Fasciana - Guitarra
- Gio Geraca - Guitarra
- Jason Blachowicz - Bajo
- Gus Rios - Batería
- Jerry Mortellaro (guitarrista invitado, exmiembro de Diabolic)
- Pär Olofsson (diseño)